# Jack Purcell
John Edward "Jack" Purcell (24 de dezembro de 1903 - 10 de junho de 1991) foi um dos grandes jogadores de badminton do mundo. Purcell foi campeão nacional de badminton canadense em 1929 e 1930 e campeão mundial em 1933. Aposentou-se em 1945 e seguiu carreira como corretor da bolsa de valores. Purcell desenhou um sapato esportivo que leva seu nome, popular até hoje.

## Primeiros Anos
Nascido em Guelph, Ontário, Purcell destacou-se no tênis e no golfe ainda criança. Ele iniciou no badminton em 1924 e subiu rapidamente nas categorias amadoras de Ontário. Purcell ganhou cinco campeonatos consecutivos (1927 a 1931) e foi Campeão Nacional de Badminton em 1929 e 1930. Tornou-se o principal jogador de badminton no Canadá, o que o levou a escrever uma coluna de badminton para o jornal Toronto Star. Em 1931, tendo vencido todos os seus concorrentes no Canadá, Purcell viajou para a Inglaterra. Lá, ele ganhou o Surrey Doubles, mas chegou apenas até as semifinais no All-England Championship.

## Campeão mundial de badminton
Após sua viagem à Inglaterra, Purcell voltou para o Canadá apenas para descobrir que não era mais considerado um amador. A Associação de Badminton do Canadá afirmou que seus artigos no Toronto Star fizeram dele um profissional remunerado. Como um jogador de badminton profissional, Purcell venceu todos os principais jogadores do mundo em 1932, e foi declarado campeão do mundo em 1933 por vencer os principais jogadores de badminton canadenses, americanos e britânicos. Seu status de campeão mundial foi desafiado inúmeras vezes, mas Purcell permaneceu invicto até sua aposentadoria em 1945.

## Aposentadoria e anos mais tarde
Em 1950, a imprensa canadense nomeou Purcell como atleta de destaque do Canadá do século XX na categoria de esportes diversos. Ele foi incluído no Hall da Fama Olímpico Canadense, em 1973, apesar de nunca ter jogado nos Jogos Olímpicos, pois, na época, o badminton ainda não era um esporte olímpico. Em 1955, foi incluído no Hall da Fama de Esportes Canadenses. Fora do esporte, Purcell era corretor da bolsa de valores e membro da Toronto Stock Exchange. Ele morreu em Toronto, em 1991, aos 87 anos. O Centro Comunitário Jack Purcell, localizado em Ontário, foi nomeado após sua morte.

## Os Tênis

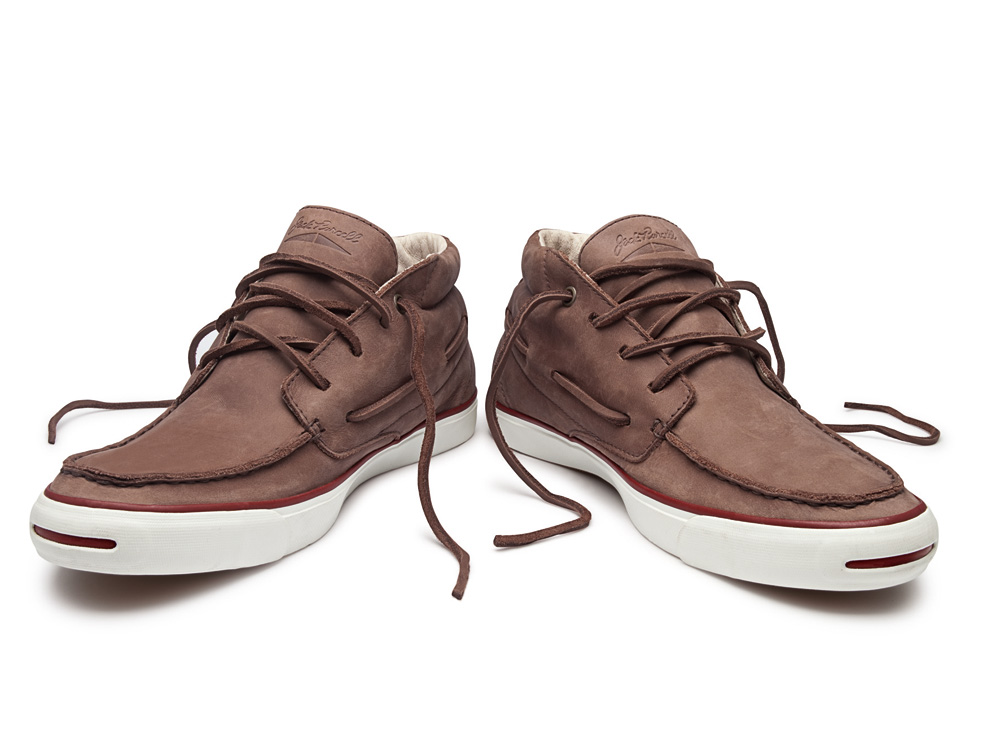
Converse Jack Purcell Boat Shoes

Purcell desenhou, em 1935, um tênis de lona e borracha de badminton para a BF Goodrich Company of Canada. Ele desenhou o sapato para proporcionar mais proteção e apoio nas quadras. Em 1970, a Converse adquiriu os direitos da marca para os tênis Jack Purcell, que são fabricados e vendidos até hoje. O sorriso é a assinatura mais emblemática dos modelos da linha. Ele é também a inspiração por trás da mais recente campanha publicitária Jack Purcell: Sorria se você é um jogador. Voltada para os jovens “nobres” de hoje, Jack Purcell simboliza a natureza amável e maliciosa dos jovens formados nas tradições “blue blood” da Nova Inglaterra, mas de espírito independente o suficiente para quebrar as regras. Eles são feitos para quem é espontâneo e encantador, com uma elegância inacabada. Igualmente refinado e rebelde, para quem aprecia as coisas boas da vida e gosta de ultrapassar os limites tanto em estilo quanto em comportamento. Converse "Jack Purcell" é conhecido mais pelo seu apelo de moda vintage do que pelo uso esportivo.